# 霍宏聲
霍宏聲（英語：Luke Ferraris；2001年12月27日—），綽號「霍公子」，是南非騎師，現時於香港策騎。他的父親霍利時現時是南非練馬師。

## 簡歷
霍宏聲來自賽馬世家，父親霍利時曾榮膺多屆南非冠軍練馬師，曾在港從練，而爺爺霍奧文也曾兩度榮獲南非冠軍練馬師名銜。自霍利時於2003/2004年度馬季來港設廄後，霍宏聲便在香港生活。他童年大部分時間在香港度過，自幼跟隨父親到馬場督操，早於少年時便開始習騎。他於2017年十五歲時回到家鄉南非，入讀備受推崇的南非騎師學院，並於2018年4月24日初嚐勝果，夥拍祖父霍奧文麾下賽駒，在南非瓦爾馬場取得一日兩捷。他在擔任見習騎師期間曾兩度榮膺南非冠軍見習騎師，並於2019年在南非斯高維爾馬場策騎Miss Florida攻下Allan Robertson Championship，打開一級賽勝門。霍宏聲最為人熟知的，當數與佳駟Malmoos多次合力攻下大賽，該駒於2021年包辦豪登堅尼、南非經典賽及南非打吡頭馬，成為歷來第四匹南非三冠馬王。霍宏聲迄今已取得逾三百場頭馬，而天生輕磅的他最低出賽造磅為116磅。

## 在港策騎生涯

### 2021/2022年度馬季
2021年6月7日，霍宏聲初次獲香港賽馬會牌照委員會發出馬會騎師牌照，准許他於2021年7月15日起至2022年2月13日為止在港上陣。，其後獲延長至2021/2022年度馬季結束為止。
2021年9月5日，霍宏聲首度以馬會騎師身份在沙田馬場上陣，首天他策騎「型感」、「一路順風」、「威力喜」、「紅麗舍」、「拍馬難追」及「金哥兒」六匹坐騎。
2021年9月15日，霍宏聲在跑馬地馬場憑策騎霍利時馬房的「睡眠攻略」，打開他在香港的勝利之門。
2021年10月24日，霍宏聲在沙田馬場憑策騎丁冠豪馬房的「飛天劍」，首度在沙田馬場取勝。

### 2022/2023年度馬季
2022年9月14日，霍宏聲在跑馬地馬場憑策騎伍鵬志馬房的「令才」及方嘉柏馬房的「紫雲冰」取勝，在港首度起孖，同時策騎「吉利大勝」取得第三名，全日與潘頓同樣累積28分，不過因為他當天取得的頭馬比潘頓的多一匹，從而在港首度封騎師王。

### 2024/2025年度馬季
2024年12月18日，霍宏聲在沙田馬場憑策騎廖康銘馬房的「智跑得」勝出，贏得個人在港發展以來第100場頭馬。

## 主要勝出賽事
南非
- Allan Robertson Championship - (1) - Miss Florida (2019)

- 金挑戰大賽 - (1) - 彩虹橋 (2021)

- 金獎牌錦標 - (1) - 安比歐力 (2021) [3]

- 南非經典賽 - (1) - Malmoos (2021)

- 南非打吡（英语：South African Derby） - (1) - Malmoos (2021)

- 大都會錦標（英语：Cape Metropolitan Stakes） - (1) - 彩虹橋 (2021)

- 訓練館錦標 - (1) - 彩虹橋 (2021) [4]

- 和諧盃 - (1) - Malmoos (2021)

- 豪登堅尼 - (1) - Malmoos (2021)

- 葛咸伯克錦標 - (1) - Malmoos (2020)

 香港
- 香港經典一哩賽 - (1) - 祝願 (2025)

- 樂聲盃 - (1) - 美好世界 (2023)

- 聖安度碟 - (1) - 噴火龍 (2021)

- 周永健銀碟 - (1) - 	綫路之星 (2022)

- 廣東讓賽盃 - (1) - 悅風雲 (2022)

- 東華三院盃 - (1) - 令才 (2022)

- 黃頌顯盃 - (1) - 幸運飛彈 (2023)

- TVB盃 - (1) - 幸運有您 (2025)

## 成就

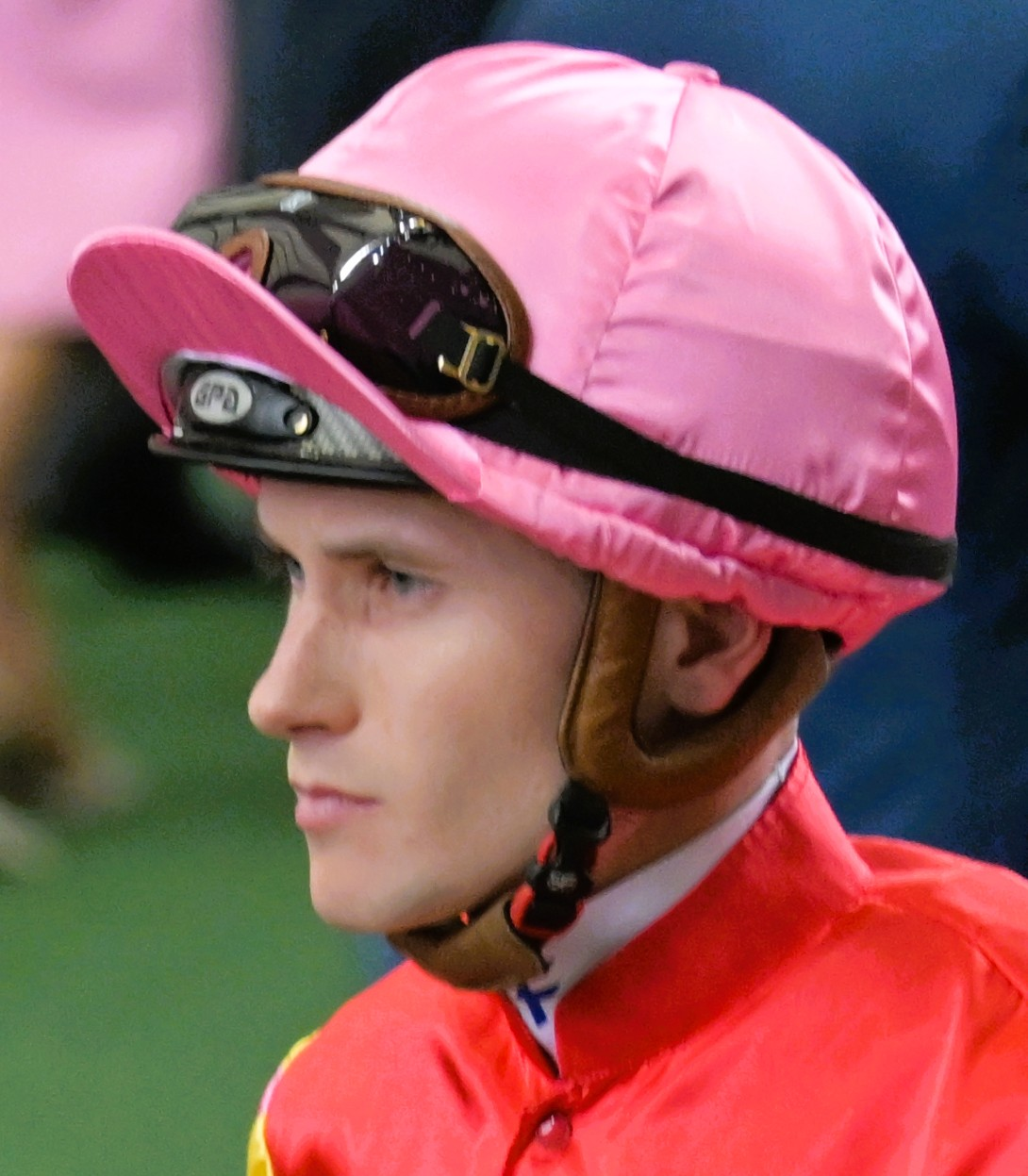
2025年4月27日，霍宏聲策騎「祝願」角逐冠軍一哩賽2025

- 南非冠軍見習騎師 - (2) - （2018/2019、2019/2020年度馬季）

## 在港策騎成績
| 年度        | 冠 | 亞 | 季 | 殿 | 第五 | 出賽次數 | 所贏獎金（港元） | 備註     |
| ----------- | -- | -- | -- | -- | ---- | -------- | ---------------- | -------- |
| 2021 - 2022 | 20 | 28 | 29 | 31 | 18   | 397      | $ 32,311,100     | 策騎首季 |
| 2022 - 2023 | 35 | 43 | 38 | 37 | 46   | 466      | $ 49,289,700     | 第2季    |
| 2023 - 2024 | 28 | 26 | 30 | 37 | 32   | 416      | $ 37,026,775     | 第3季    |
| 2024 - 2025 | 47 | 34 | 41 | 36 | 48   | 481      | $ 78,798,675     | 第4季    |
| 總計        |    |    |    |    |      |          |                  |          |

## 在港策騎資料
|                | 日期          | 賽事                                      | 場地 | 馬場       | 馬名     | 練馬師 | 名次 | 獨贏賠率 |
| -------------- | ------------- | ----------------------------------------- | ---- | ---------- | -------- | ------ | ---- | -------- |
| 初出賽         | 2021年9月5日  | 第五班 - 1400米                           | 草地 | 沙田馬場   | 型感     | 霍利時 | 11   | 8        |
| 首勝利         | 2021年9月15日 | 第五班 - 1800米                           | 草地 | 跑馬地馬場 | 睡眠攻略 | 霍利時 | 1    | 10       |
| 級際賽初出賽   | 2021年10月1日 | 三級賽 - 1000米（國慶盃）                 | 草地 | 沙田馬場   | 君達星   | 丁冠豪 | 11   | 87       |
| 級際賽首勝利   | —             | —                                         | —    | —          | —        | —      | —    | —        |
| 一級賽初出賽   | 2022年4月24日 | 一級賽 - 1200米（主席短途獎）             | 草地 | 沙田馬場   | 精靈勇士 | 方嘉柏 | 10   | 120      |
| 一級賽首勝利   | —             | —                                         | —    | —          | —        | —      | —    | —        |
| 四歲系列初出賽 | 2022年1月30日 | 四歲系列經典賽 - 1600米（香港經典一哩賽） | 草地 | 沙田馬場   | 綠茵神駒 | 苗禮德 | 13   | 245      |
| 四歲系列首勝利 | 2025年1月31日 | 四歲系列經典賽 - 1600米（香港經典一哩賽） | 草地 | 沙田馬場   | 祝願     | 廖康銘 | 1    | 7        |